# Бёрк, Крис (актёр)
Кристофер Джозеф «Крис» Бёрк (англ. Christopher Joseph «Chris» Burke; род. 26 августа 1965) — американский актёр и музыкант. Получил известность благодаря своей роли в телесериале «Жизнь продолжается».

## Биография
Крис Бёрк — младший из 4 детей Марианы Бёрк, отставного менеджера по выставкам и Фрэнка Бёрк, отставного инспектора NYPD. У Бёрка есть синдром Дауна, и его родителям посоветовали поместить его в интернат. Вместо этого они решили воспитывать его дома и развивать его таланты, с помощью двух его старших сестёр и брата. С самого раннего возраста Бёрк любил смотреть телевизор и фильмы и отчаянно хотел попасть на телевидение, был воодушевлён своей поддерживающей семьёй.
В начале 1970-х годов государственные школы ещё не включали учащихся-инвалидов в общеобразовательные классы. Бёрк посещал Детский учебный центр Кеннеди в Нью-Йорке начиная с пяти лет и завершил учёбу незадолго до своего восьмого дня рождения. В то время не было подходящих частных образовательных программ для учащихся-инвалидов в этом районе, поэтому осенью 1973 года Бёрк был отправлен в школу и учебный центр кардинала Кушинга в Ганновере, штат Массачусетс. В 1978 году Бёрк перешёл в школу Дон Гуанелла в Спрингфилде, штат Пенсильвания. Бёрк окончил школу Дон Гуанелла в 1986 году. После окончания школы работал оператором лифта и добровольно работал в программе для учащихся-инвалидов в государственной школе Нью-Йорка № 138.
Первый актёрский спектакль Бёрка состоялся в постановке «Новая одежда императора» в школе кардинала Кушинга. Его драматическое чтение произвело большое впечатление на зрителей, а также на голливудского продюсера Роберта Эванса, который в то время оказался в театре. Эта роль побудила Бёрка принять участие в шоу талантов после того, как он перешёл к Дону Гуанелле, у которого он выступал в роли зомби в переиздании видео Майкла Джексона «Триллер». Он продолжал оттачивать свой талант, посещая вечерние занятия, отправляясь на прослушивание, записывая сценарии и читая книги о своих любимых актёрах.
В 1992 году Бёрк исполнил главную роль в драматическом телефильме Джонатан: Мальчик, которого никто не любил, вышедшем на NBC.